# Gelžio ežeras
Gelžio ežeras este o arie protejată (sit de importanță comunitară — SCI) din Lituania întinsă pe o suprafață de 23 ha, integral pe uscat.

## Localizare
Centrul sitului Gelžio ežeras este situat la coordonatele 55°59′20″N 22°07′30″E / 55.9889°N 22.125°E.

## Înființare
Situl Gelžio ežeras a fost declarat sit de importanță comunitară în noiembrie 2006 pentru a proteja un număr necunoscut de specii din flora spontană și fauna sălbatică aflate în arealul zonei.

## Biodiversitate
Situată în ecoregiunea boreală, aria protejată conține 1 habitat natural: Ape puternic oligomezotrofe cu vegetație bentonică cu Chara spp..
La baza desemnării sitului se află un număr nedeclarat de specii protejate.